# Großer Preis von Frankreich 1975
Der Große Preis von Frankreich 1975 (offiziell LXI Grand Prix de France) fand am 6. Juli auf dem Circuit Paul Ricard in Le Castellet statt und war das neunte Rennen der Automobil-Weltmeisterschaft 1975.

## Berichte

### Hintergrund
Ein im Wesentlichen unverändertes Teilnehmerfeld trat zwei Wochen nach dem Großen Preis der Niederlande zum neunten Saisonlauf an, der zum dritten Mal auf dem zum damaligen Zeitpunkt hochmodernen Circuit Paul Ricard stattfand.
Die einzigen Veränderungen waren, dass Ian Scheckter nicht mehr für Frank Williams Racing Cars antrat und durch François Migault ersetzt wurde, sowie dass Tyrrell für den vom Team-Hauptsponsor Elf unterstützen Jean-Pierre Jabouille einen dritten Werkswagen zur Verfügung stellte. Außerdem war das Parnelli-Team mit Fahrer Mario Andretti wieder am Start.

### Training
Niki Lauda sicherte sich zum fünften Mal in dieser Saison die Pole-Position und verwies mit seiner Trainingsbestzeit Jody Scheckter und den Sieger des Holland-GP, James Hunt, auf die Plätze zwei und drei. Es folgte Shadow-Pilot Jean-Pierre Jarier vor dem Brabham von Carlos Pace und Tom Pryce im zweiten Werks-Shadow. Jochen Mass, Vittorio Brambilla, Clay Regazzoni und Emerson Fittipaldi komplettierten die Top Ten.

### Rennen
Lauda ging vor Scheckter und Hunt in Führung. Während Jarier dem Spitzentrio folgen konnte, fiel sein Teamkollege Pryce nach einem schlechten Start bis ans Ende des Feldes zurück. Mass nahm daraufhin den vierten Rang vor Pace und Regazzoni ein.
Regazzoni machte während der ersten Umläufe die meisten Plätze gut. Bereits in der sechsten Runde lag er hinter seinem Teamkollegen Lauda auf dem zweiten Rang. In der siebten Runde fiel er jedoch wegen eines Motorschadens aus.
Bis zur Runde 14 gelang es sowohl Hunt als auch Mass und Fittipaldi, an Scheckter vorbeizuziehen, der im weiteren Verlauf des Rennens bis auf den neunten Rang zurückfiel. Die Reihenfolge der ersten vier änderte sich daraufhin nicht mehr. Andretti wurde Fünfter und Patrick Depailler Sechster.
18 der 25 gestarteten Piloten erreichten das Ziel, zwölf davon absolvierten die volle Renndistanz von 54 Runden. Während der zweiten Rennhälfte kam es zu keinen Ausfällen. Mass fuhr zum ersten Mal die schnellste Rennrunde eines Grand Prix.

## Meldeliste
| Team                            | Nr. | Fahrer                | Chassis         | Motor                    | Reifen |
| ------------------------------- | --- | --------------------- | --------------- | ------------------------ | ------ |
| Marlboro Team Texaco            | 01  | Emerson Fittipaldi    | McLaren M23     | Ford Cosworth DFV 3.0 V8 | G      |
| Marlboro Team Texaco            | 02  | Jochen Mass           | McLaren M23     | Ford Cosworth DFV 3.0 V8 | G      |
| Elf Team Tyrrell                | 03  | Jody Scheckter        | Tyrrell 007     | Ford Cosworth DFV 3.0 V8 | G      |
| Elf Team Tyrrell                | 04  | Patrick Depailler     | Tyrrell 007     | Ford Cosworth DFV 3.0 V8 | G      |
| Elf Team Tyrrell                | 15  | Jean-Pierre Jabouille | Tyrrell 007     | Ford Cosworth DFV 3.0 V8 | G      |
| John Player Team Lotus          | 05  | Ronnie Peterson       | Lotus 72E       | Ford Cosworth DFV 3.0 V8 | G      |
| John Player Team Lotus          | 06  | Jacky Ickx            | Lotus 72E       | Ford Cosworth DFV 3.0 V8 | G      |
| Martini Racing                  | 07  | Carlos Reutemann      | Brabham BT44B   | Ford Cosworth DFV 3.0 V8 | G      |
| Martini Racing                  | 08  | Carlos Pace           | Brabham BT44B   | Ford Cosworth DFV 3.0 V8 | G      |
| Beta Team March                 | 09  | Vittorio Brambilla    | March 751       | Ford Cosworth DFV 3.0 V8 | G      |
| Lavazza March                   | 10  | Lella Lombardi        | March 751       | Ford Cosworth DFV 3.0 V8 | G      |
| Scuderia Ferrari SpA SEFAC      | 11  | Clay Regazzoni        | Ferrari 312T    | Ferrari 015 3.0 F12      | G      |
| Scuderia Ferrari SpA SEFAC      | 12  | Niki Lauda            | Ferrari 312T    | Ferrari 015 3.0 F12      | G      |
| Stanley B.R.M.                  | 14  | Bob Evans             | BRM P201        | BRM P200 3.0 V12         | G      |
| UOP Shadow Racing Team          | 16  | Tom Pryce             | Shadow DN5      | Ford Cosworth DFV 3.0 V8 | G      |
| UOP Shadow Racing Team          | 17  | Jean-Pierre Jarier    | Shadow DN5      | Ford Cosworth DFV 3.0 V8 | G      |
| Team Surtees                    | 18  | John Watson           | Surtees TS16    | Ford Cosworth DFV 3.0 V8 | G      |
| Frank Williams Racing Cars      | 20  | François Migault      | Williams FW03   | Ford Cosworth DFV 3.0 V8 | G      |
| Frank Williams Racing Cars      | 21  | Jacques Laffite       | Williams FW04   | Ford Cosworth DFV 3.0 V8 | G      |
| Embassy Racing with Graham Hill | 22  | Alan Jones            | Hill GH1        | Ford Cosworth DFV 3.0 V8 | G      |
| Embassy Racing with Graham Hill | 23  | Tony Brise            | Hill GH1        | Ford Cosworth DFV 3.0 V8 | G      |
| Hesketh Racing                  | 24  | James Hunt            | Hesketh 308     | Ford Cosworth DFV 3.0 V8 | G      |
| Vel’s Parnelli Jones Racing     | 27  | Mario Andretti        | Parnelli VPJ4   | Ford Cosworth DFV 3.0 V8 | G      |
| Penske Cars                     | 28  | Mark Donohue          | Penske PC1      | Ford Cosworth DFV 3.0 V8 | G      |
| Copersucar-Fittipaldi           | 30  | Wilson Fittipaldi     | Copersucar FD03 | Ford Cosworth DFV 3.0 V8 | G      |
| HB Bewaking Team Ensign         | 31  | Gijs van Lennep       | Ensign N175     | Ford Cosworth DFV 3.0 V8 | G      |

## Klassifikationen

### Startaufstellung
| Pos. | Fahrer                | Konstrukteur    | Zeit    | Ø-Geschwindigkeit | Start |
| ---- | --------------------- | --------------- | ------- | ----------------- | ----- |
| 01   | Niki Lauda            | Ferrari         | 1:47,82 | 193,990 km/h      | 01    |
| 02   | Jody Scheckter        | Tyrrell-Ford    | 1:48,22 | 193,273 km/h      | 02    |
| 03   | James Hunt            | Hesketh-Ford    | 1:48,25 | 193,219 km/h      | 03    |
| 04   | Jean-Pierre Jarier    | Shadow-Ford     | 1:48,44 | 192,881 km/h      | 04    |
| 05   | Carlos Pace           | Brabham-Ford    | 1:48,48 | 192,810 km/h      | 05    |
| 06   | Tom Pryce             | Shadow-Ford     | 1:48,48 | 192,810 km/h      | 06    |
| 07   | Jochen Mass           | McLaren-Ford    | 1:48,54 | 192,703 km/h      | 07    |
| 08   | Vittorio Brambilla    | March-Ford      | 1:48,56 | 192,668 km/h      | 08    |
| 09   | Clay Regazzoni        | Ferrari         | 1:48,68 | 192,455 km/h      | 09    |
| 10   | Emerson Fittipaldi    | McLaren-Ford    | 1:48,75 | 192,331 km/h      | 10    |
| 11   | Carlos Reutemann      | Brabham-Ford    | 1:48,85 | 192,154 km/h      | 11    |
| 12   | Tony Brise            | Hill-Ford       | 1:49,21 | 191,521 km/h      | 12    |
| 13   | Patrick Depailler     | Tyrrell-Ford    | 1:49,31 | 191,346 km/h      | 13    |
| 14   | John Watson           | Surtees-Ford    | 1:49,70 | 190,665 km/h      | 14    |
| 15   | Mario Andretti        | Parnelli-Ford   | 1:49,72 | 190,631 km/h      | 15    |
| 16   | Jacques Laffite       | Williams-Ford   | 1:49,72 | 190,631 km/h      | 16    |
| 17   | Ronnie Peterson       | Lotus-Ford      | 1:50,04 | 190,076 km/h      | 17    |
| 18   | Mark Donohue          | Penske-Ford     | 1:50,15 | 189,887 km/h      | 18    |
| 19   | Jacky Ickx            | Lotus-Ford      | 1:50,94 | 188,534 km/h      | 19    |
| 20   | Alan Jones            | Hill-Ford       | 1:51,02 | 188,398 km/h      | 20    |
| 21   | Jean-Pierre Jabouille | Tyrrell-Ford    | 1:51,06 | 188,331 km/h      | 21    |
| 22   | Gijs van Lennep       | Ensign-Ford     | 1:51,21 | 188,077 km/h      | 22    |
| 23   | Wilson Fittipaldi     | Copersucar-Ford | 1:51,64 | 187,352 km/h      | 23    |
| 24   | François Migault      | Williams-Ford   | 1:51,82 | 187,051 km/h      | 24    |
| 25   | Bob Evans             | B.R.M.          | 1:51,85 | 187,000 km/h      | 25    |
| 26   | Lella Lombardi        | March-Ford      | 1:52,97 | 185,146 km/h      | 26    |

### Rennen
| Pos. | Fahrer                | Konstrukteur    | Runden | Stopps | Zeit       | Start | Schnellste Runde |
| ---- | --------------------- | --------------- | ------ | ------ | ---------- | ----- | ---------------- |
| 01   | Niki Lauda            | Ferrari         | 54     | 0      | 1:40:18,84 | 01    | 1:50,62          |
| 02   | James Hunt            | Hesketh-Ford    | 54     | 0      | + 1,59     | 03    | 1:50,69          |
| 03   | Jochen Mass           | McLaren-Ford    | 54     | 0      | + 2,31     | 07    | 1:50,60 (38.)    |
| 04   | Emerson Fittipaldi    | McLaren-Ford    | 54     | 0      | + 39,77    | 10    | 1:50,77          |
| 05   | Mario Andretti        | Parnelli-Ford   | 54     | 0      | + 1:02,08  | 15    | 1:51,28          |
| 06   | Patrick Depailler     | Tyrrell-Ford    | 54     | 0      | + 1:07,40  | 13    | 1:51,27          |
| 07   | Tony Brise            | Hill-Ford       | 54     | 0      | + 1:09,61  | 12    | 1:51,21          |
| 08   | Jean-Pierre Jarier    | Shadow-Ford     | 54     | 0      | + 1:19,78  | 04    | 1:51,22          |
| 09   | Jody Scheckter        | Tyrrell-Ford    | 54     | 0      | + 1:31,68  | 02    | 1:52,17          |
| 10   | Ronnie Peterson       | Lotus-Ford      | 54     | 0      | + 1:36,02  | 17    | 1:52,40          |
| 11   | Jacques Laffite       | Williams-Ford   | 54     | 0      | + 1:36,77  | 16    | 1:52,05          |
| 12   | Jean-Pierre Jabouille | Tyrrell-Ford    | 54     | 0      | + 1:37,13  | 21    | 1:51,89          |
| 13   | John Watson           | Surtees-Ford    | 53     | 1      | + 1 Runde  | 14    | 1:51,34          |
| 14   | Carlos Reutemann      | Brabham-Ford    | 53     | 1      | + 1 Runde  | 11    | 1:52,23          |
| 15   | Gijs van Lennep       | Ensign-Ford     | 53     | 0      | + 1 Runde  | 22    | 1:52,94          |
| 16   | Alan Jones            | Hill-Ford       | 53     | 0      | + 1 Runde  | 20    | 1:52,15          |
| 17   | Bob Evans             | B.R.M.          | 52     | 0      | + 2 Runden | 25    | 1:55,16          |
| 18   | Lella Lombardi        | March-Ford      | 50     | 0      | + 4 Runden | 26    | 1:55,42          |
| –    | Carlos Pace           | Brabham-Ford    | 26     | 1      | DNF        | 05    | 1:50,67          |
| –    | Jacky Ickx            | Lotus-Ford      | 17     | 0      | DNF        | 19    | 1:53,00          |
| –    | Wilson Fittipaldi     | Copersucar-Ford | 14     | 0      | DNF        | 23    | 1:54,38          |
| –    | Vittorio Brambilla    | March-Ford      | 6      | 0      | DNF        | 08    | 1:53,90          |
| –    | Clay Regazzoni        | Ferrari         | 6      | 0      | DNF        | 09    | 1:51,75          |
| –    | Mark Donohue          | Penske-Ford     | 6      | 0      | DNF        | 18    | 1:53,36          |
| –    | Tom Pryce             | Shadow-Ford     | 2      | 0      | DNF        | 06    | 1:53,37          |
| DNS  | François Migault      | Williams-Ford   | –      | –      | –          | 24    | –                |

## WM-Stände nach dem Rennen
Die ersten sechs des Rennens bekamen 9, 6, 4, 3, 2 bzw. 1 Punkt(e). In der Konstrukteurswertung zählten nur die Punkte des bestplatzierten Fahrers eines Teams. Es zählten nur die besten sieben Ergebnisse aus den ersten acht Rennen und die besten fünf aus den letzten sechs Rennen. Streichresultate sind in Klammern gesetzt.

### Fahrerwertung
| Pos. | Fahrer             | Konstrukteur              | Punkte |
| ---- | ------------------ | ------------------------- | ------ |
| 01   | Niki Lauda         | Ferrari                   | 47     |
| 02   | Carlos Reutemann   | Brabham-Ford              | 25     |
| 03   | Emerson Fittipaldi | McLaren-Ford              | 24     |
| 04   | James Hunt         | Hesketh-Ford              | 22     |
| 05   | Carlos Pace        | Brabham-Ford              | 18     |
| 06   | Clay Regazzoni     | Ferrari                   | 16     |
| 07   | Jody Scheckter     | Tyrrell-Ford              | 15     |
| 08   | Jochen Mass        | McLaren-Ford              | 14,5   |
| 09   | Patrick Depailler  | Tyrrell-Ford              | 12     |
| 10   | Mario Andretti     | Parnelli-Ford             | 5      |
| 11   | Ronnie Peterson    | Lotus-Ford                | 3      |
| 12   | Jacky Ickx         | Lotus-Ford                | 3      |
| 13   | Mark Donohue       | Penske-Ford               | 2      |
| 14   | Tom Pryce          | Shadow-Ford               | 2      |
| 15   | Jean-Pierre Jarier | Shadow-Ford               | 1,5    |
| 16   | Vittorio Brambilla | March-Ford                | 1      |
| 17   | Tony Brise         | Williams-Ford / Hill-Ford | 1      |
| 18   | Lella Lombardi     | March-Ford                | 0,5    |
| 19   | Rolf Stommelen     | Lola-Ford / Hill-Ford     | 0      |

| Pos. | Fahrer                | Konstrukteur                 | Punkte |
| ---- | --------------------- | ---------------------------- | ------ |
| 20   | John Watson           | Surtees-Ford                 | 0      |
| 21   | Bob Evans             | B.R.M.                       | 0      |
| 22   | Graham Hill           | Lola-Ford                    | 0      |
| 23   | Torsten Palm          | Hesketh-Ford                 | 0      |
| 24   | Jacques Laffite       | Williams-Ford                | 0      |
| 25   | Gijs van Lennep       | Ensign-Ford                  | 0      |
| 26   | Alan Jones            | Hesketh-Ford / Hill-Ford     | 0      |
| 27   | Wilson Fittipaldi     | Copersucar-Ford              | 0      |
| 28   | Guy Tunmer            | Lotus-Ford                   | 0      |
| 29   | Ian Scheckter         | Tyrrell-Ford / Williams-Ford | 0      |
| 30   | Jean-Pierre Jabouille | Tyrrell-Ford                 | 0      |
| 31   | Eddie Keizan          | Lotus-Ford                   | 0      |
| 32   | Dave Charlton         | McLaren-Ford                 | 0      |
| 33   | Damien Magee          | Williams-Ford                | 0      |
| –    | Arturo Merzario       | Williams-Ford                | 0      |
| –    | Mike Wilds            | B.R.M.                       | 0      |
| –    | Roelof Wunderink      | Ensign-Ford                  | 0      |
| –    | François Migault      | Hill-Ford                    | 0      |
| –    | Vern Schuppan         | Hill-Ford                    | 0      |

### Konstrukteurswertung
| Pos. | Konstrukteur  | Punkte  |
| ---- | ------------- | ------- |
| 01   | Ferrari       | 50      |
| 02   | Brabham-Ford  | 36 (38) |
| 03   | McLaren-Ford  | 30,5    |
| 04   | Hesketh-Ford  | 22      |
| 05   | Tyrrell-Ford  | 20      |
| 06   | Lotus-Ford    | 6       |
| 07   | Parnelli-Ford | 5       |
| 08   | Shadow-Ford   | 3,5     |

| Pos. | Konstrukteur    | Punkte |
| ---- | --------------- | ------ |
| 09   | Penske-Ford     | 2      |
| 10   | March-Ford      | 1      |
| 11   | Hill-Ford       | 1      |
| 12   | Williams-Ford   | 0      |
| 13   | Lola-Ford       | 0      |
| 14   | Surtees-Ford    | 0      |
| 15   | B.R.M.          | 0      |
| 16   | Copersucar-Ford | 0      |